# Macropus parma
Macropus parma ou canguru-mirim-parma é uma espécie de marsupial da família Macropodidae.
Endêmica da Austrália, onde é restrita a Nova Gales do Sul.